# 3137 Horky
3137 Horky је астероид главног астероидног појаса са средњом удаљеношћу од Сунца која износи 2,401 астрономских јединица (АЈ).
Апсолутна магнитуда астероида је 13,4.